# Vườn quốc gia Saiwa Swamp
Vườn quốc gia Đầm lầy Saiwa là một vườn quốc gia nằm gần Kitale, thuộc Trans Nzoia, Kenya. Vườn quốc gia này chỉ rộng 3 km² và là vườn quốc gia nhỏ nhất ở Kenya. Nó được thành lập để bảo vệ môi trường sống cho loài linh dương Sitatunga, cùng với 370 số lượng các loài chim, khỉ, nhím, rái cá, rắn và cá.
Vườn quốc gia này nằm trên vùng đầm lầy sông nhỏ với các phần của các khu rừng mưa nhiệt đới xung quanh nên rất đa dạng về các loài thực vật. Trong suốt thời kỳ thuộc địa, nó là một phần của một trang trại. Đến thời kỳ hậu độc lập Kenya, chính phủ đã phân phối lại và đưa phần đất đai vào mục đích bảo tồn, đầu tiên là việc thành lập sân chim năm 1973, và chính thức trở thành vườn quốc gia vào năm 1974. 